# Брудна дюжина: Наступне завдання
«Брудна дюжина: Наступне завдання» (англ. The Dirty Dozen: Next Mission) — телевізійний фільм-бойовик 1985 року.

## Сюжет
Дія фільму відбувається на вересні 1944 року в окупованій Франції. Для виконання операції з убивства німецького генерала СС Дітріха, який планує усунути Адольфа Гітлера, майором Райзманом був сформований новий загін диверсантів. У цей загін відібрали 12 військових ув'язнених, засуджених трибуналом до смертної кари і тривалих термінів каторги за тяжкі злочини. І ось група відправлена до Франції, і все пішло не так, як замислювалося.

## У ролях
- Лі Марвін — майор Джон Райзман
- Ернест Боргнайн — генерал Ворден
- Кен Вол — Луіс Валентайн
- Ларрі Вілкокс — Томмі Веллс
- Сонні Лендем — Сем Сікскіллер
- Річард Джекел — ВП сержант Клайд Боврен
- Вольф Калер — генер Зепп Дітріх
- Гевен О'Герліхі — Конрад Е. Перкінс
- Рікко Росс — Арлен Дрегорс